# Dinastia Arpadiană
Dinastia arpadiană a fost prima dinastie domnitoare a Regatului Ungariei, ai cărei membri au domnit între 896-1301. Dinastia își are denumirea de la căpetenia Árpád, liderul federației triburilor maghiare la momentul stabilirii acestora în Câmpia Panonică, în preajma anului 895.

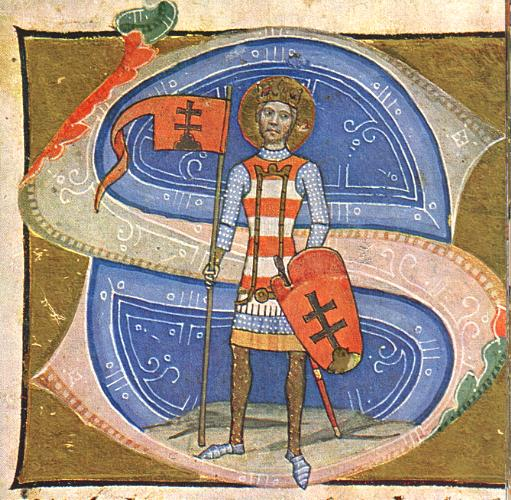
Sfântul rege Ștefan, cronica pictată de la Viena (sec. al XIV-lea)

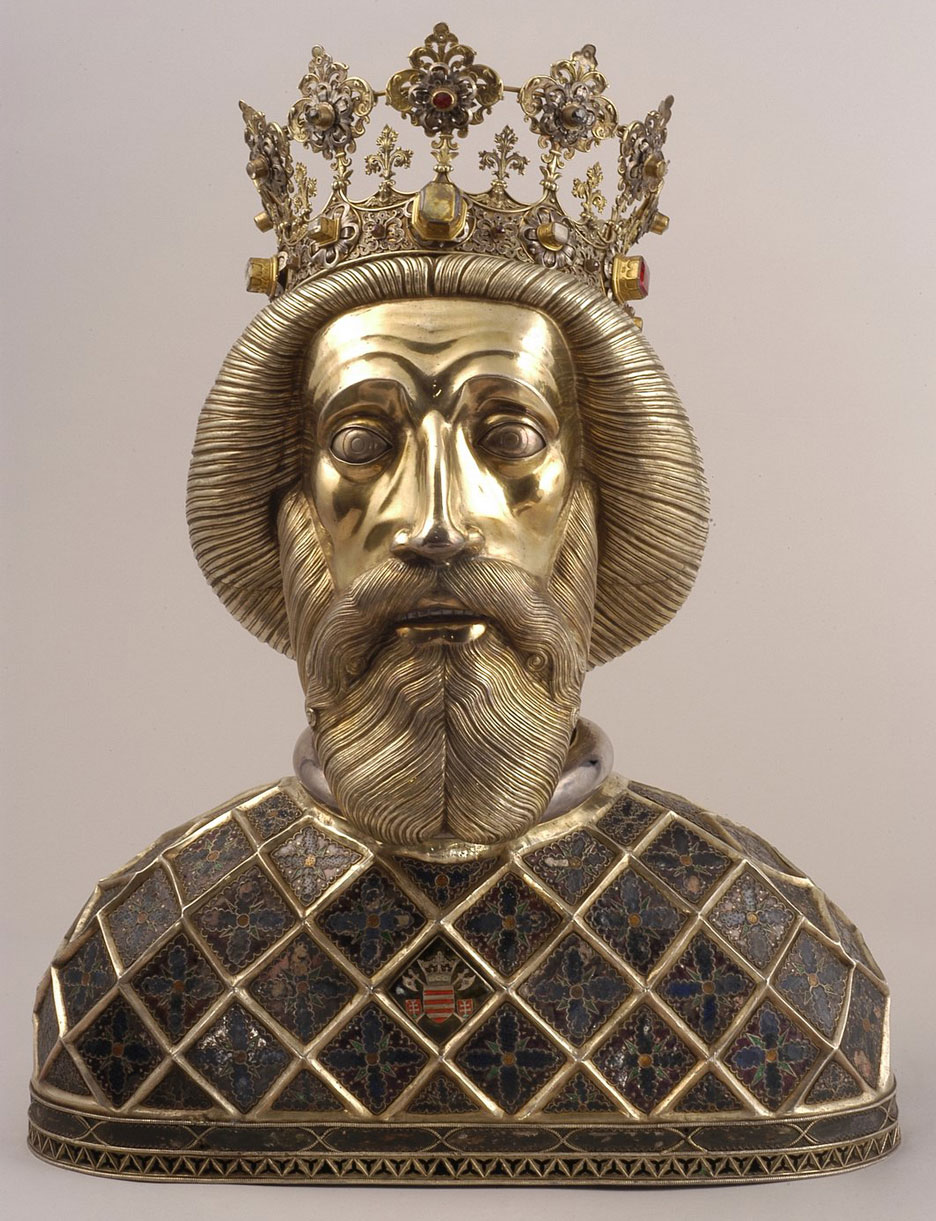
Ladislau I al Ungariei, relicviar (sec. al XIV-lea)

## Secolele al IX-lea–al X-lea
Primul membru al dinastiei menționate de o sursă contemporană a fost Álmos. Împăratul bizantin Constantin al VII-lea scria în De Administrando Imperio că Álmos a fost primul mare principe al federației celor șapte triburi maghiare (megas Turkias arkhon; Turcia având în acest context sensul Ungaria). Álmos îi era subordonat hanului hazarilor, însă în 862 federația triburilor ungurești se separase de hanatul Hazaria. Istoricii presupun că Álmos a fost fie liderul spiritual al federației tribale, cu titlul kende sau kündü, fie comandantul militar suprem, cu titlul djilas sau iula (maghiarizat gyula).
În preajma anului 895, în timp ce partea războinică a populației se afla în campanii de pradă în Europa de vest, populația rămasă în Ucraina a fost atacată de pecenegi. Aceasta a fost cauza care a determinat triburile ungurești să se strămute, împreună cu segmente de populație slavă, în Pannonia și câmpia Tisei. Moartea lui Álmos a fost probabil sacrificiu ritual atestat la popoarele stepei când liderul tribal își pierdea autoritatea politică, lui Almos urmându-i la conducere fiul, Árpád.
Triburile ungurești au ocupat Pannonia și câmpia Tisei treptat între 895 și 907. Între 899 și 955 ungurii au efectuat incursiuni de jaf în Italia, Germania, Franța și Spania, și în provincii ale Imperiului Bizantin. până în 970. Asemenea activități au continuat în vest până la bătălia de la Lechfeld (955), de lângă Augsburg, unde o oștire germană, condusă de Otto, regele germanilor, a zdrobit oastea ungurească; incursiunile de jaf de pe teritoriul Imperiului Bizantin s-au oprit abia 15 ani mai târziu, în 970.
Începând cu 917, ungurii au întreprins raiduri în mai multe teritorii, simultan ceea ce probabil a cauzat o slăbire a unității federației triburilor. Sursele atestă existența a cel puțin trei (poate chiar cinci) triburi în cadrul federației, dintre care doar unul era condus direct de familia lui Árpád. Numărul triburilor în cronica împăratului Constantin și în cronicile ungare vechi este mai mare (șapte triburi și trei triburi hazare care reprezentau avangarda militară a confederației).
Lista principilor ungurilor din prima jumătate a secolului al IX-lea este incompletă, ceea ce ar putea fi un semn al lipsei unei conduceri centralizate în cadrul federației tribale. Cronicile medievale menționează că principelui Árpád i-a urmat fiul Zoltán, dar sursele contemporane fac referire doar la marele principe Fajsz (în jurul anului 950). După înfrângerea de pe malul râului Lech din Germania, principele Taksony (circa 955-înainte de 972) a adoptat o politică de izolare față de țările vestice, în contrast cu fiul său, Géza (sau Geysa, Geici) (înainte de 972–997), care ar fi trimis emisari la împăratul Otto I în 973.
Géza a fost botezat în 972 și deși nu a devenit niciodată creștin convins, noua religie a început să se răspândească printre unguri în timpul domniei sale. A reușit să-și întindă dominația asupra teritoriilor de la vest de Dunăre și de Hron, dar unele ținuturi din câmpia Tisei au rămas sub conducerea liderilor regionali.
Lui Géza i-a urmat fiul Ștefan (înainte de botezul catolic îl chema Vajk), creștin convins. Ștefan a înfrânt revolta anticatolică a rudei sale, Koppány, care revendica moștenirea lui Géza pe baza tradiției ungurești a moștenirii fratelui mai mic. La înfrângerea rivalului a contribuit o forță germană, mulțumită relației pe care o avea soția sa, Gisella de Bavaria.

## Secolul al XI-lea

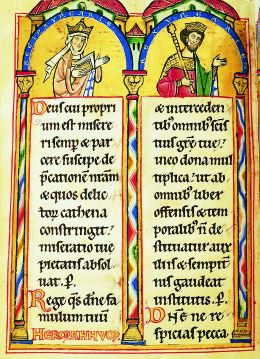
Gertrude de Meran și Andrei al II-lea (manuscris 1211-1213)

Marele principe Ștefan a fost încoronat la 25 decembrie 1000 sau 1 ianuarie 1001, devenind primul rege al Ungariei (1000–1038) și fondator al țării. El a unit teritoriul relevant sub domnia sa până în 1030, subjugând ținuturile așa-zișilor unguri negri și domeniile stăpânite până atunci de căpetenii locale (de exemplu Gyula (Ardealul) și Ahtum sau Ohtum (Banatul)). Ștefan a introdus împărțirea administrativ teritorială în comitate și a înființat o organizare ecleziastică cu două arhiepiscopii și mai multe episcopii. După moartea fiului său, Emeric (2 septembrie 1031), regele Ștefan I l-a numit urmaș pe fiul surorii sale, venețianul Peter Orseolo, ceea ce a dus la o conspirație a vărului său, Vazul, care trăia cu domiciliu forțat la Nitra (în Slovacia). Vazul a fost orbit din ordinul regelui Ștefan și cei trei fii ai săi (Levente, Andrei și Béla) au fost exilați.
La moartea regelui Ștefan I (15 august 1038), Peter Orseolo a fost întronizat, dar a avut de luptat cu cumnatul regelui Ștefan, Samuel Aba (1041–1044). Domnia lui Orseolo a luat sfârșit în 1046, când a izbucnit o revoltă masivă a ungurilor rămași păgâni, iar Orseolo a căzut prizonier.
Cu ajutorul păgânilor, Andrei, fiul ducelui Vazul, exilat și botezat în statul kievean rus, a preluat puterea și a fost încoronat. Astfel, un membru al unei ramuri laterale a dinastiei a preluat coroana. Regele Andrei I (1046–1060) a reușit să liniștească rebelii păgâni și să restaureze poziția creștinismului în regat. În 1048, regele Andrei l-a chemat pe fratele său mai mic, Béla, în regat și i-a cedat o treime din regat ca apanaj. Această împărțire dinastică a regatului, atestată ca prima în Cronica pictată de la Viena (Chronicon pictum vindobonense) (prima regni huius divisio), a fost urmată de mai multe astfel de împărțiri în secolele al XI-lea–al XIII-lea, când regiuni ale regatului au fost conduse de diverși membri ai dinastiei arpadiene. În secolul al XI-lea, comitatele încredințate membrilor dinastiei domnitoare nu au format o provincie separată în cadrul regatului, ci au fost organizate în două sau trei centre . Ducii care guvernau tercia pars regni au acceptat supremația regelui, dar unii dintre ei (Béla, Géza și Álmos) s-au revoltat, pentru a obține coroana și s-au aliat cu conducători ai statelor vecine.
Regele Andrei I a fost primul rege care și-a încoronat fiul, Solomon, în timpul vieții pentru a-i asigura succesiunea (1057). Principiul primogeniturii nu a reușit să înlăture tradiția transmiterii titlurilor între frați și, după regele Andrei I, tronul a fost preluat de fratele acestuia, regele Béla I (1060–1063), în defavoarea tânărului Solomon. Perioada 1063-1080 s-a caracterizat prin conflicte între regele Solomon (1057–1080) și verii lui, Géza, Ladislaus și Lampert, care guvernau tercia pars regni. Ducele Géza s-a revoltat în 1074 împotriva verilor lui, iar partizanii săi l-au proclamat rege în conformitate cu principiul moștenirii după frați. La moartea regelui Géza I (25 aprilie 1077), partizanii acestuia, ignorându-i pe fiii săi, l-au proclamat rege pe Ladislau.
Regele Ladislau I (1077–1095) a reușit să-l convingă pe Solomon, care domnea în comitatele din vest, să abdice. În timpul domniei sale, regatul Ungariei s-a întărit și și-a extins dominația asupra Croației (1091), care a devenit provincie a Ungariei. El a încredințat guvernarea noii provincii nepotului său de frate mai mic, Álmos.
La 20 august 1083, doi membri ai dinastiei, regele Ștefan I și fiul lui, ducele Emeric (Imre), au fost canonizați la Székesfehérvár din inițiativa regelui Ladislau I. Fiica sa Irina, soția împăratului bizantin Ioan al II-lea Comnenul, este venerată de ortodocși.
La moartea regelui Ladislau I, nepotul său mai mare, Coloman, a fost proclamat rege (1095–1116), dar a trebuit să cedeze tercia pars regni ca apanaj în favoarea fratelui său Álmos. Regele Coloman a învins răscoala lui Petar Svačić din 1097.

## Secolul al XII-lea

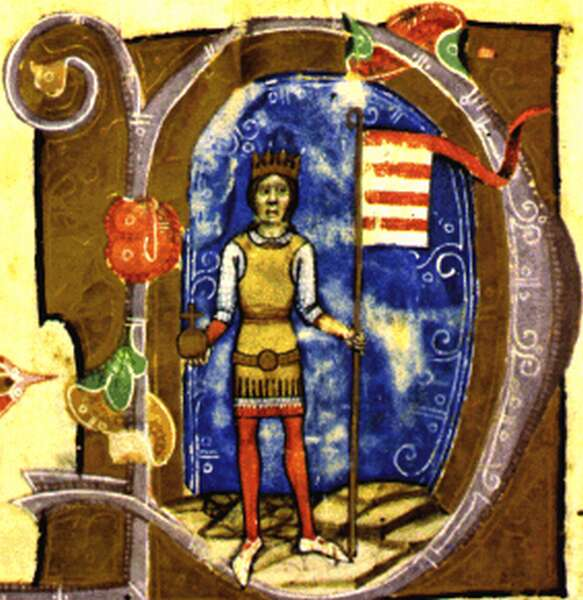
Bela al III-lea

Coloman (Kálmán) l-a privat pe fratele său, Álmos, de ducatul său (tercia pars regni) în 1107. Pe soția sa, Eufemia a Kievului, a repudiat-o ca adulteră; a divorțat de ea și a trimis-o înapoi la Kiev (cca. 1114). Eufemia a născut un fiu, pe nume Boris, la Kiev, dar regele Coloman a refuzat să-l recunoască de fiu. În preajma anului 1115, regele i-a orbit pe ducele Álmos și pe fiul acestuia, Béla, pentru a-i asigura succesiunea la tron fiului său, Ștefan al II-lea (1116–1131).
Ștefan al II-lea nu a avut fii. Ca atare, fost proclamat moștenitor nepotul său Saul, în locul ducelui orb Béla. La moartea lui Ștefan al II-lea, la 1 martie 1131, vărul său orb a reușit, însă, să obțină tronul. Regele Béla al II-lea (1131–1141) și-a consolidat domnia învingându-l pe fiul nelegitim al lui Coloman, Boris, care l-a revendicat cu ajutor străin. Regele Béla al II-lea a ocupat unele teritorii în Bosnia și a cedat noul teritoriu ca apanaj fiului său mai mic, Ladislau. Membrii dinastiei Árpád au guvernat alte provincii cucerite (Slavonia, Croația și Transilvania) în loc de tercia pars regni.
În timpul domniei lui Géza al II-lea (1141–1162), episcopul Otto de Freising consemna că toți ungurii „sunt atât de supuși monarhului și chiar și a-l jigni prin șoapte ascunse era considerat fărădelege”. Fiul său Ștefan al III-lea (1162–1172) a trebuit să se lupte pentru tron cu unchii săi, Ladislau al II-lea (1162–1163) și Stephen al IV-lea (1163–1165), care au primit împotriva lui ajutor bizantin. În timpul domniei sale, împăratul Manuel I Comnenul a ocupat provinciile sudice ale regatului sub pretextul că fratele regelui, Béla (Despotul Alexius) trăia la curtea sa. Ca logodnic al singurei fiice a împăratului, „despotes Alexius” a fost un timp moștenitorul tronului imperial (1165–1169).

Stema Galiției

După moartea lui Ștefan al III-lea, la tron a urmat regele Béla al III-lea (1173–1196) care își ținuse fratele, Géza, în captivitate. Regele Béla al III-lea, educat în Imperiul Bizantin, a fost primul rege ungur care a folosit „crucea dublă” (crucea lotharingiană) ca simbol al regatului Ungaria. În 1188, Béla a ocupat Galiția, al cărui prinț fusese detronat de boierii săi, și a dat principatul fiului său al doilea, Andrei, dar domnia sa a devenit nepopulară și trupele ungurești au fost izgonite din Galiția în 1189.
La 27 iunie 1192, regele Ladislau I a fost canonizat la Oradea, devenind al treilea rege sfânt.
Regele Béla al III-lea a lăsat moștenire regatul neatins fiului său mai mare Emeric (Imre) (1196–1204), dar noul rege a trebuit să cedeze Croația și Dalmația ca apanaj fratelui său Andrei, care se revoltase împotriva sa.

## Secolul al XIII-lea

Stema regelui Emeric

Regele Emeric s-a căsătorit cu Constanța a Aragonului, din casa de Barcelona, care l-a influențat la alegerea stemei a familiei Árpád (scut cu opt dungi roșii și albe). Fiul și succesorul său, regele Ladislau al III-lea (1204–1205) a murit în copilărie și în locul său a fost încoronat unchiul său, Andrei al II-lea (1205–1235).
Domnia acestuia s-a caracterizat prin conflicte interne permanente: un grup de conspiratori i-au ucis regina, Gertrude a Meraniei (1213); nobili nemulțumiți l-au obligat să emită Bula de Aur din 1222 prin care a recunoscut drepturile acestora (inclusiv dreptul de a nu se supune regelui); și s-a certat cu fiul său mai mare, Béla care a încercat să recapete domeniile regale date de tatăl său adepților lui. Regele Andrei al II-lea, fost prinț al Galiției (1188–1189), a intervenit frecvent în luptele interne din acest principat și a depus eforturi să asigure domnia fiilor săi mai mici (Coloman sau Andrei) în țara vecină. Una dintre fiicele lui, Elisabeta, a fost canonizată în timpul vieții sale (1 iulie 1235) devenind al patrulea sfânt din dinastia arpadiană. Fiii mai mari ai lui Andrei l-au dezmoștenit pe fiul postum al acestuia Ștefan Venețianul, care a fost educat în Ferrara.

Stema Styriei

Regele Béla al IV-lea (1235–1270) a restaurat puterea regală, dar regatul său a fost devastat în timpul invaziei mongole (1241–1242). După retragerea mongolilor, din ordinul său au fost construite sau întărite mai multe cetăți. A acordat privilegii orășenești mai multor așezări din regat, între care Buda, Trnava, Banská Štiavnica și Pesta. Regele Béla al IV-lea a reușit să ocupe ducatul Stiriei pentru o scurtă perioadă (1254–1260), dar a trebuit să-l abandoneze în favoarea regelui Ottokar al II-lea al Boemiei. În ultimii săi ani, a intrat în conflict cu fiul său, Ștefan, încoronat în timpul vieții tatălui său și care își obligase tatăl să-i cedeze zonele estice ale regatului. Două dintre fiicele sale, Margareta și Kinga (Kunigunde) au fost canonizate (în 1943 respectiv 1999), iar a treia fiică, Iolanda, a fost beatificată în 1827. A patra fiică a lui, Constanța, a fost și ea venerată la Liov (Lvov).
La întronizarea lui Ștefan al V-lea, mulți dintre susținătorii tatălui său s-au refugiat în Boemia. S-au întors abia în timpul domniei regelui următor, Ladislau al IV-lea Cumanul (1272–1290), a cărui domnie s-a caracterizat prin conflicte interne între membrii diferitelor grupuri aristocratice. Regele Ladislau al IV-lea, a cărui mamă era de origine cumană, îi prefera pe cumanii nomazi și semipăgâni; de aceea, a fost excomunicat de mai multe ori. În cele din urmă a fost asasinat de cumani. Dezintegrarea regatului a început în timpul domniei sale, când mai mulți nobili au încercat să obțină posesiuni în dauna domeniilor regale.
La moartea lui Ladislau al IV-lea, mulți contemporanii credeau că dinastia arpadiană s-a stins, deoarece unicul descendent patriliniar al familiei, Andrei, era fiul ducelui Ștefan, fiul postum al regelui Andrei al II-lea, care fusese dezmoștenit de frații săi. Ducele Andrei „Venețianul”, însă, a fost încoronat și acceptat de majoritatea baronilor. În timpul domniei sale, Andrei al III-lea (1290–1310) a trebuit să lupte cu baronii puternici (între care cei din familiile Csák și Kőszegi). Linia masculină a dinastiei Árpád s-a stins odată cu el (deces: 14 ianuarie 1301). Un contemporan l-a poreclit „ultima creangă de aur”. Fiica sa, Elisabeta, ultima membră a familiei, a murit la 6 mai 1338; este venerată de Biserica Romano-Catolică.
În urma morții lui Andrei al III-lea, mai mulți pretendenți au început lupta pentru tron. În cele din urmă, Carol I (strănepot al regelui Ștefan al V-lea) a reușit să-și întărească poziția în preajma anului 1310. Din acel moment, toți regii Ungariei (cu excepția lui Matia Corvin) au fost descendenți pe linie maternă din dinastia arpadiană, dar nu membri propriu-ziși ai dinastiei. Deși dinastia Árpád a dispărut, prin legături materne există descendenți ai ei în mai multe familii aristocrate europene.

## Arborele genealogic al dinastiei
```
                 (i) 
Álmos
 ?-c.895
                        │
                (ii) 
Árpád
 c.895–907
           ┌────────────┴──────────┐
        Jutas                 (iii) 
Solt

           │                     907-?
           │                       │
      (iv) 
Fajsz
              (v) 
Taksony

    948, scurt timp             948–972
                                   │
                       ┌───────────┴────────────────────────────────────────┐
                 (vi) 
Géza
 972–997                                       Mihály
                       │                                                    │
        ┌──────────────┴───────┬─────────────┐                              │
  
Sf. Ștefan I
             Maria        Gizella ∞ 
Sámuel Aba
             
Vazul

  (vii) 997–1000               ∞                  (3) 1041–1044             │
  (1) 1000–1038         
Ottone Orseolo
                                      │
        │                      │                 ┌──────────────────────────┤
  
Prințul Emeric
        
Péter Orseolo
     (5) 
Andrei I
                (6) 
Béla I

                         (2) 1038–1041       1046–1060                  1060–1063
                         (4) 1044–1046           │                          │
                                                 │                 ┌────────┴──────┐
                                            (7) 
Solomon
       (8) 
Géza I
     (9) 
Ladislau I

                                             1063–1074         1074–1077       1077–1095
                                                                   │
                                        ┌──────────────────────────┤
                                  (10) 
Coloman
               
Prințul Álmos

                                    1095–1116                      │
                                        │                          │
                                 (11) 
Ștefan al II-lea
       (12) 
Béla al II-lea

                                    1116–1131                  1131–1141
                                                                   │
                        ┌─────────────────────┬────────────────────┤
                 (13) 
Géza al II-lea
   (15) 
Ladislau al II-lea
 (16) 
Ștefan al IV-lea

                   1141–1162              1162–1163            1163–1164
                        │                 rege rival           rege rival
            ┌───────────┴──────────┐
    (14) 
Ștefan al III-lea
   (17) 
Béla al III-lea

       1162–1172               1172–1196
                                   │
                       ┌───────────┴──────────┐
                  (18) 
Emeric
          (20) 
Andrei al II-lea

                   1196–1204              1205–1235
                       │                      │
                       │                    ┌─┴──────────────────────┐
                (19) 
Ladislau al III-lea
  (21) 
Béla al IV-lea
        Pr. István
                   1204–1205            1235–1270                    │
                                            │                        │
                                            │                        │
                                     (22) 
Ștefan al V-lea
     (24) 
Andrei al III-lea

                                        1270–1272                1290–1301
                                            │
                                            │
                                     (23) 
Ladislau al IV-lea

                                        1272–1290
```